# Mothers Pride
Mothers Pride ist eine Schweizer Rock-Band, gegründet 1990 in Luzern von Tobi Gmür und Samuel Gallati.

## Geschichte
1994 feierte Luzern den Wiederaufbau der abgebrannten Kapellbrücke. Als Nachwuchsband durfte Mothers Pride bei der TV-Übertragung der Feierlichkeit auftreten. Nur mit einem Feigenblatt bedeckt spielten sie auf einem Boot unter der Brücke. Diese Aufmerksamkeit führte ein Jahr später zu ihrer Australientour.
Die Band löste sich 2001 auf und gab ihr Comeback 2007. 2009 wurde eine Schaffenspause bis 2019 eingelegt.

## Diskografie

### Alben
- 1993: Live (Grooveline/COD)
- 1995: Burn Baby Burn (Grooveline/COD)
- 1999: Halfpastheartache (Epic/Sony Music)
- 2001: Tommy Drives Me Home (Epic/Sony Music)
- 2007: Mothers Pride (Little Jig/Irascible)
- 2009: Love Comes Knocking (Soundservice)
- 2024: Wasted Years

### Sonstiges
- 1990: Take Me Back (7’’-Single, Eigenvertrieb)
- 1994: Jesus on a Saturday Night (EP, Grooveline/COD)
- 2001: I've Gotta Go (Single) und Marylou (Single)
- 2023: Running Down The Line (Single)
- 2024: No Big Deal (Single)